# Barbovo
Barbovo (ukrajinsky Барбово, dříve Бородівка, maďarsky Bárdháza, německy Barthausen) je osada obce Makarjovo v mukačevské městské komunitě, v mukačevském okrese Zakarpatské oblasti Ukrajiny. V roce 2025 zde žilo 948 obyvatel.

## Historie
Jméno Bárdháza je maďarského původu, pochází z latinského Bartholomeus nebo Bertalan. Bart je zkrácen z osobního jména, ke kterému je spojeno podstatné jméno související s osobním jménem majitele.
V roce 1950 byl v okolí obce nalezen bronzový poklad ze starší doby železné, skládající se z 21 předmětů.
Obec existovala již v roce 1272, měla i svůj dřevěný kostel. V roce 1773 se v ní začali usazovat rakouští a němečtí osadníci. Ves patřila k panství rodu hraběte Schönborn-Buchheima.
Do Trianonské smlouvy patřilo sídlo k Uherskému království, poté k Československu. Od roku 1945 patřilo Makarjovo Ukrajinské sovětské socialistické republice, která byla součástí Sovětského svazu, nakonec od roku 1991 samostatné Ukrajině.

## Zajímavost
V Barbově je pochován Juraj Hordubal, jehož osud (skutečný příběh) popsal český spisovatel Karel Čapek v novele „Hordubal“. Novela vyšla v několika jazycích a příběh byl dvakrát zfilmován.